# Parlamentsvalet i Indien 1998
Parlamentsvalet i Indien 1998 var ett  allmänt val i Indien i februari och mars 1998 för att utse den tolfte Lok Sabhan, landets direktvalda underhus. Den tidigare regeringen, som bestod av en allians av småpartier, hade då kollapsat två år efter valet 1996
Valet 1998 ledde inte till någon större klarhet än det föregående. Återigen misslyckades de största partierna med att bilda regering, och den nya samlingsregeringen kollapsade följande år, med ännu ett val 1999 som följd.

## Mandatfördelning
Först listas partier erkända som National Parties, sedan partier erkända som State Parties och sist icke erkända partier som vunnit mandat. Icke erkända partier som inte vunnit något mandat listas inte.
Lok Sabha hade 1998 545 ledamöter. Valdeltagandet var 61,97 procent. 
| Parti                                                   | Förkortning | Andel röster | Mandat |
| ------------------------------------------------------- | ----------- | ------------ | ------ |
| Bahujan Samaj Party                                     | BSP         | 4,67         | 5      |
| Bharatiya Janata Party                                  | BJP         | 25,59        | 182    |
| Communist Party of India                                | CPI         | 1,75         | 9      |
| Communist Party of India (Marxist)                      | CPI(M)      | 5,4          | 32     |
| Kongresspartiet                                         | INC         | 25,82        | 141    |
| Janata Dal                                              | JD          | 3,24         | 6      |
| Samata Party                                            | SAP         | 1,76         | 12     |
| Arunachal Congress                                      | AC          | 0,05         | 2      |
| All India Anna Dravida Munnetra Kazhagam                | AIADMK      | 1,83         | 18     |
| Asom Gana Parishad                                      | AGP         | 0,29         | 0      |
| All India Indira Congress (Secular)                     | AIIC(S)     | 0,12         | 1      |
| Autonomous State Demand Committee                       | ASDC        | 0,05         | 1      |
| Dravida Munnetra Kazhagam                               | DMK         | 1,44         | 6      |
| All India Forward Bloc                                  | AIFB        | 0,33         | 2      |
| Hill Peoples' Democratic Party                          | HPDP        | 0,2          | 0      |
| Haryana Vikas Party                                     | HVP         | 0,24         | 1      |
| Jammu & Kashmir National Conference                     | NC          | 0,21         | 3      |
| Jharkhand Mukti Morcha                                  | JMM         | 0,36         | 0      |
| Janata Party                                            | JP          | 0,12         | 1      |
| Kerala Congress                                         | KC          | 0,09         | 0      |
| Kerala Congress (Mani)                                  | KC          | 0,1          | 1      |
| Maharashtrawadi Gomantak Party                          | MGP         | 0,02         | 0      |
| Mizo National Front                                     | MNF         | 0,02         | 0      |
| Manipur Peoples Party                                   | MPP         | 0,03         | 0      |
| Muslim League Kerala State Committee                    | MUL         | 0,22         | 2      |
| NTR Telugu Desam Party (Lakshmi Parvathi)               | NTRTDP(LP)  | 0,1          | 0      |
| Pattali Makkal Katchi                                   | PMK         | 0,42         | 4      |
| Republican Party of India                               | RPI         | 0,37         | 4      |
| Revolutionary Socialist Party                           | RSP         | 0,55         | 5      |
| Shiromani Akali Dal                                     | SAD         | 0,81         | 8      |
| Sikkim Democratic Front                                 | SDF         | 0,03         | 1      |
| Shiv Sena                                               | SS          | 1,77         | 6      |
| Samajwadi Party                                         | SP          | 4,93         | 20     |
| Telugu Desam Party                                      | TDP         | 2,77         | 12     |
| Tamil Maanila Congress (Moopanar)                       | TMC(M)      | 1,4          | 3      |
| United Democratic Party                                 | UDP         | 0,06         | 0      |
| United Goans Democratic Party                           | UGDP        | 0,04         | 0      |
| All India Majlis-e-Ittehadul Muslimen                   | AIMIM       | 0,13         | 1      |
| All India Rashtriya Janata Party                        | AIRJP       | 0,56         | 1      |
| Biju Janata Dal                                         | BJD         | 1,0          | 9      |
| Haryana Lok Dal (Rashtriya)                             | HLD(R)      | 0,53         | 4      |
| Lok Shakti                                              | LS          | 0,69         | 3      |
| Marumalarchi Dravida Munnetra Kazhhagam                 | MDMK        | 0,44         | 3      |
| Manipur State Congress Party                            | MSCP        | 0,05         | 1      |
| Peasants and Workers Party of India                     | PWPI        | 0,07         | 1      |
| Rashtriya Janata Dal                                    | RJD         | 2,78         | 17     |
| Samajwadi Janata Party (Rashtriya)                      | SJP(R)      | 0,32         | 1      |
| United Minoritities Front, Assam                        | UMFA        | 0,1          | 1      |
| West Bengal Trinamool Congress                          | WBTMC       | 2,42         | 7      |
| Oberoende                                               | -           | 2,37         | 6      |
| Utsedda av presidenten för den angloindiska minoriteten | -           | -            | 2      |
|                                                         |             |              | 545    |

## Allianser inför valet
Kongresspartiet och allierade
- Kongresspartiet (141)
- Bharatiya Kamgar Kisan Party (0)
- Kerala Congress (Mani) (1)
- Muslim League Kerala State Committee (2)

Totalt: 145
Kongresspartiet var allierat med Bahujan Samaj Party i Punjab. 
I Kerala fick Kongresspartiet stöd av Indian National League och Peoples Democratic Party.
BJP och allierade
- Biju Janata Dal (9)
- Bharatiya Janata Party (182)
- All India Anna Dravida Munnetra Kazhagam (18)
- Haryana Vikas Party (1)
- Janata Party (1)
- Lok Shakti (3)
- Marumalarchi Dravida Munnetra Kazhhagam (3)
- NTR Telugu Desam Party (Lakshmi Parvathi) (0)
- Pattali Makkal Katchi (4)
- Samata Party (12)
- Shiromani Akali Dal (8)
- Shiv Sena (6)
- West Bengal Trinamool Congress (7)

Totalt: 254
United Front
- All India Indira Congress (Secular) (1)
- All India Forward Bloc (2)
- Asom Gana Parishad (0)
- Communist Party of India (9)
- Communist Party of India (Marxist) (32)
- Dravida Munnetra Kazhagam (6)
- Janata Dal (6)
- Kerala Congress (0)
- Revolutionary Socialist Party (5)
- Tamil Maanila Congress (Moopanar) (3)

Totalt: 64
Jan Morcha
- All India Rashtriya Janata Party (0)
- Andhra Nadu Party (0)
- Bahujan Samaj Party (5)
- Chhattisgarh Mukti Morcha (0)
- Gorkhaland National Liberation Front (-)
- Jai Telengana Party (0)
- Jharkhand Mukti Morcha (0)
- Rashtriya Janata Dal (17)
- Samajwadi Janata Party (Rashtriya) (1)

Totalt: 23